# Роман I Мушат
Рома́н I Муша́т (молд. Роман Водэ Мушат)  — господарь Молдавского княжества в 1391/1392—1394 годах, брат Петра I Мушата.
Сведения о древнейшей истории княжества (господарства) крайне скудны и сбивчивы. Точная дата восхождения Романа I на престол господарства неизвестна, но предполагается, что он стал господарём между декабрём 1391 года и мартом 1392. Роман I, как и Александр Добрый (1401—1433), дали евреям хризобуллы (грамоты за (с) золотой печатью), предоставлявшие им право повсеместного жительства, а также некоторые другие льготы. Роман I освободил евреев от военной службы и заменил эту повинность денежным налогом в размере трёх львиных талеров (Löwentahler с персоны).

## Биография
Роман I Мушат раздвинул границы княжества на юге до устья Дуная и Чёрного моря, в другом источнике указано что по смерти Лацко (Lațco) на молдавский престол был призван литовский князь Юрий Кориатович, и при нём Молдавия распространила свои пределы до Чёрного моря, и столицей господарства стал город Сучава. Во времена правления Романа I Молдавского южная часть территории между Прутом и Днестром, называемая в те времена Бессарабией, или Цара бессарабска, то есть земля Бессараба, как её называли молдаване в конце XIX столетия, вместе с крепостями Килия и Четатя-Албэ вошла в состав Молдавского княжества.
С 1391 года Роман I называл себя «Великий самодержавный господин Ио Роман воевода обладая Землею Молдавскою от планины [то есть гор] до брегу моря».
Он построил первую церковь (Святой Пятницы) в городе Роман, на реке Молдаве, названном в его честь. В годы правления Романа молдавская канцелярия начала использовать термин бояре молдавские. В акте от 30 марта 1392 года «бояре молдавские» упоминаются как гаранты того, что господарь даровал сёла Чорсэчеуць, Владимирэуць и Букурэуць витязю Ионашу.
Подобно брату, Роман присягнул на верность польскому королю Ягайло, но затем выступил против Польского королевства, заключив военный союз с правившим в Подолье литовским князем Фёдором Кориатовичем. Молдавские отряды обороняли многие города Подолья. Фёдор Кориатович попросил помощи у венгерского короля Сигизмунда, что могло привести к восстановлению венгерского господства в Молдавском княжестве. Однако осенью 1393 года польско-литовские войска великого князя Витовта взяли Брацлав и другие подольские города. Роман попал в плен к полякам и в 1394 году уступил молдавский трон сыну Штефану I — польско-литовскому ставленнику.
Похоронен Роман I Мушат в родовой церкви-усыпальнице в Рэдэуци.

### Семья
Роман был женат на Анастасии, по поводу которой существует версия, что она была сестрой господаря Валахского княжества Мирчи Старого или же представительницей рода Ягеллонов. У них было пять сыновей, из которых Штефан I Мушат, Юга Безногий и Александр I Добрый позднее стали молдавскими господарями.

## Чеканка монет
Раньше считалось, что Роман I Мушат выпускал монеты, которые современная нумизматика относят к эмиссии Романа II. Существует версия, что он продолжал чеканить те же типы монет, что и Пётр Мушат, а производство от собственного имени наладить не успел. На сегодняшний день нет достоверных свидетельств, что какие-либо монеты выпускались именно Романом I.

## Галерея

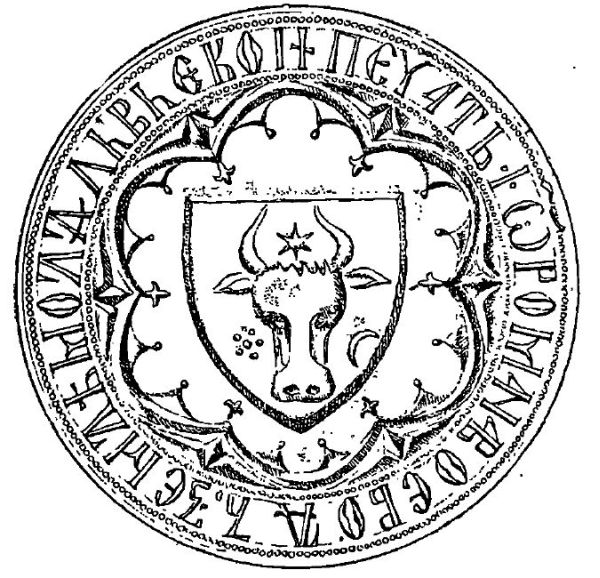
Печать с легендой на западнорусском: «+ ПЄЧАТЬ ІѠ (Божьей милостью) РОМАН ВОЄВОДА ЗЕМЛѢ МОЛДАЛЬВЬСКОІ»
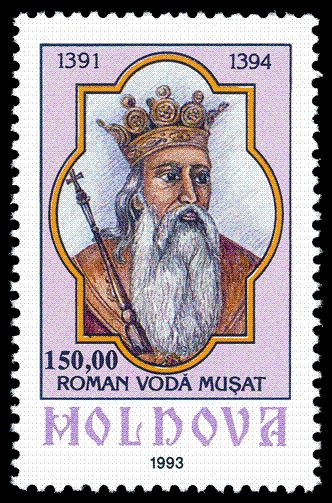
Почтовая марка Молдавии, 1993 год
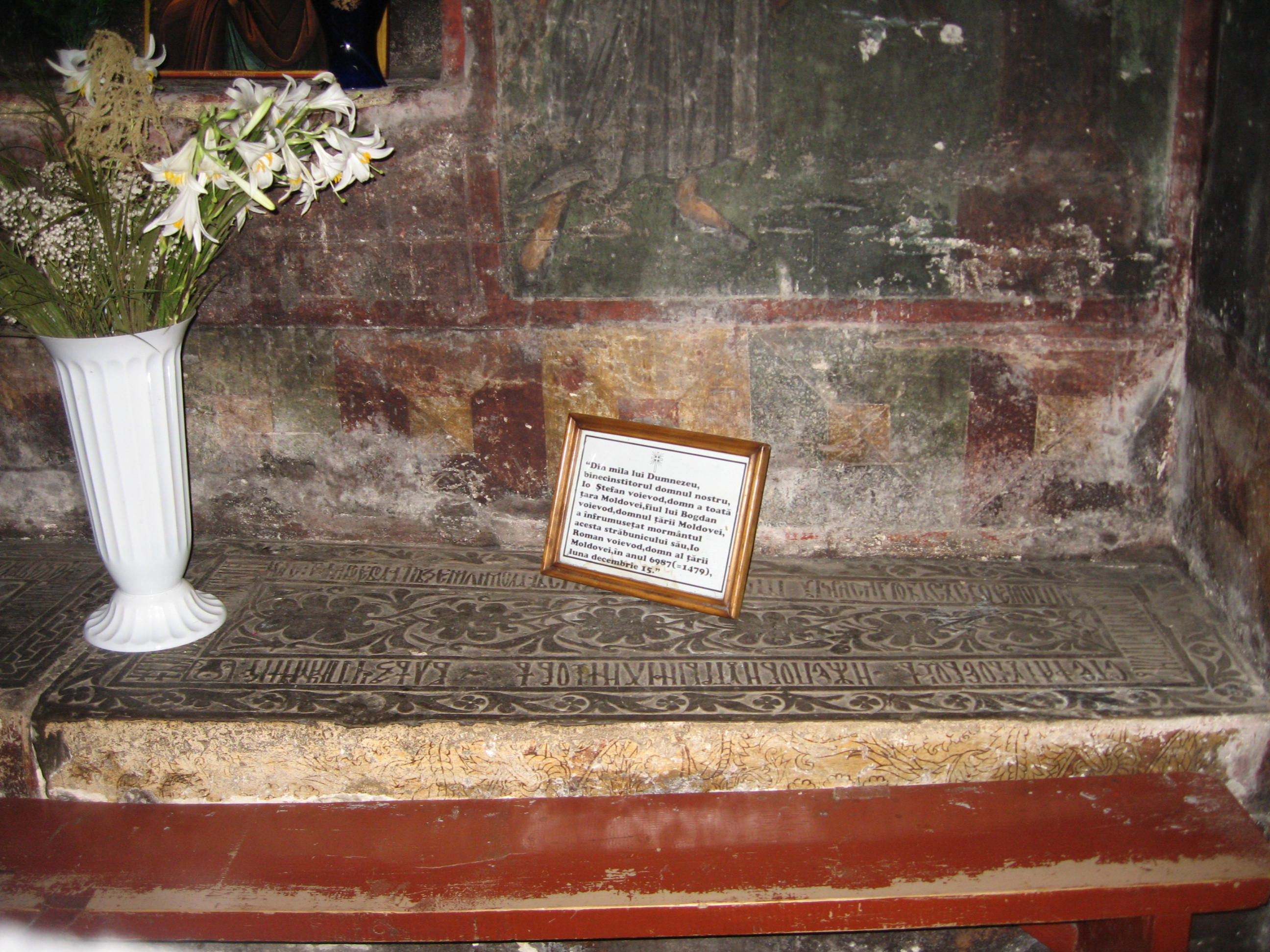
Могила правителя в монастыре Богдана